# Firangi
El firangi o /fəˈrɪŋɡiː/; derivado del término  árabe al-faranji para un europeo occidental [a "Frank"]. El Marathi:फिरंगानाना era un tipo de espada india que utilizaba hojas fabricadas en Europa occidental, en particular Solingen, e importadas por los portugueses, o fabricadas localmente a imitación de las hojas europeas.

## Características físicas

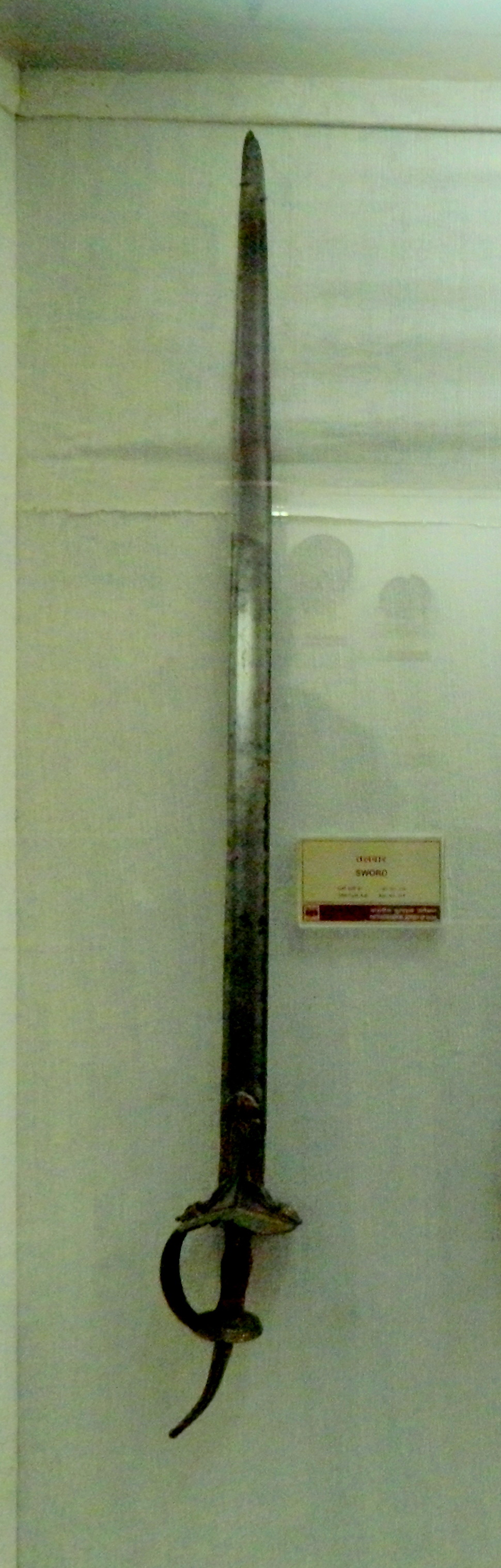
Típica espada de firangi

La espada de firangi tenía una forma larga, de 89 a 96 centímetros, 35 a 38 pulgadas, hoja recta de espada ancha de dos filos o, más comúnmente, de espada trasera, de un solo filo. La hoja a menudo incorporaba uno, dos o tres rellenos (surcos) y tenía una punta en forma de lanza. La espada puede ser usada tanto para cortar como para empujar. Ejemplos con espadas estrechas han sobrevivido, aunque en pequeñas cantidades. La empuñadura era del tipo a veces llamado "empuñadura de cesto india" y era idéntica a la de otra espada india de hoja recta, la khanda. Al igual que otras espadas indias contemporáneas, la empuñadura del firangi era generalmente de hierro y la espiga de la hoja estaba unida a la empuñadura con una resina muy fuerte; además, la conexión entre la empuñadura y la hoja estaba reforzada por proyecciones de la empuñadura en cualquiera de las dos caras del fuerte de la hoja, que estaban remachadas entre sí por medio de un agujero que pasaba a través de la hoja. Los mejores ejemplos de este tipo de espada pueden tener una amplia decoración de oro "koftigari" tanto en la empuñadura como en la hoja.

## Uso

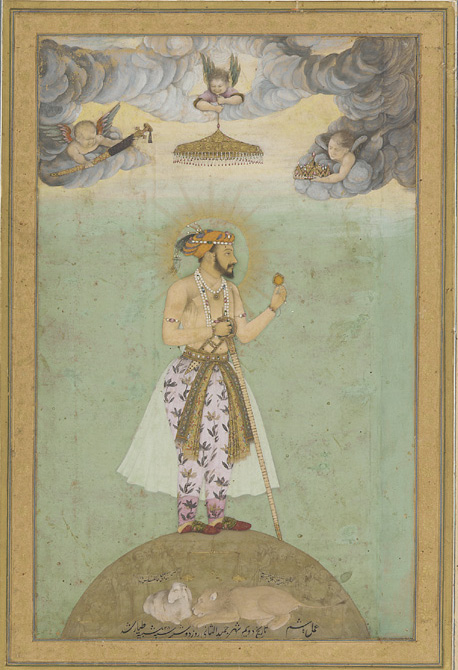
El Emperador Mughal Shah Jahan de pie, llevando un lirio y una espada de firangi como símbolo de poder marcial

Debido a su longitud, el firangi suele considerarse principalmente un arma de caballería. Las ilustraciones sugieren una fecha del siglo XVI para el desarrollo de la espada, aunque los primeros ejemplos parecen haber tenido empuñaduras de guarda cruzada más simples, similares a las de los talwar. La espada ha sido especialmente asociada con los Marathas, que eran famosos por su caballería. Sin embargo, el firangi fue ampliamente utilizado por los mogoles y los pueblos que quedaron bajo su dominio, incluidos los sijs y los rajputs. Las imágenes de potentados mogoles que sostenían firangis, o acompañados por criados que llevaban los firangis de sus amos, sugieren que la espada se convirtió en un símbolo de virtud y poder marcial. Las fotografías de oficiales indios de Hodson's Horse (una unidad de caballería irregular levantada por los británicos) muestran que el firangi todavía se utilizaba activamente en la época del motín de los indios en 1857-1858.